# پاتایا (فیلم)
پاتایا (به انگلیسی: Pattaya) فیلمی محصول سال ۲۰۱۶ و به کارگردانی فرانک گاستامبیده است. در این فیلم بازیگرانی همچون فرانک گاستامبیده، مالیک بنتالها، انور توبالی، رمزی بدیا، گاد الماله، سابرینا اوزانی، سامی بواجیله، فرد تستوت، سریل هانوئونا ایفای نقش کرده‌اند.